# (8629) 1981 EU26
(8629) 1981 EU26 (1981 EU26, 1992 EZ15, 1993 KS2) — астероїд головного поясу, відкритий 2 березня 1981 року.
Тіссеранів параметр щодо Юпітера — 3,177.